# Derinda (Illinois)
Derinda é um dos vinte e três distritos do condado de Jo Daviess, Illinois, Estados Unidos. De acordo com o censo de 2010, sua população era de 321 pessoas e tinha 176 unidades habitacionais.
A cidade de Derinda foi denominada na década de 1850 em homenagem a Derinda Barr, mulher de um dos primeiros colonizadores.

## Geografia
De acordo com o censo de 2010, a cidade tem uma área total de 37.02 sq mi (95.9 km2), dos quais 36.96 sq mi (95.7 km2) é terra e 0.06 sq mi (0.16 km2) é água.

### Distritos vizinhos
Dados:
- Woodbine Township (norte)
- Stockton (nordeste)
- Pleasant Valley (leste)
- Woodland (sudoeste)
- Washington (soul)
- Hanover (oeste)
- Elizabeth (noroeste)